# معركة المهدية (1118)
معركة المهدية، هي الهجوم الأساسي في حملة رافع بن مكي على الدولة الزيرية.

## الخلفية
بعد حصار قابس، عزم علي بن يحيى على هزيمة بنو جامع، فتجهز بريا و بحريا و تحالف مع بعض قبائل العرب، فعندما علم رافع أرسل وفدا لطلب الصلح من علي فرفض علي ذلك، فشكل رافع حلفًا كبيرا من القبائل العربية و تحرك نحو المهدية. و في رواية أخرى جمع رافع قبائل العرب و خرج إلى المهدية مدعيا أنه قادم للمبايعة و الدخول في الطاعة، لكن أفعاله كانت تكذب أقواله، و لم يرد علي حتى وصل رافع إلى المهدية.

## معركة المهدية الأولى
عسكر رافع أمام المهدية، و هنا أخرج علي جيشه فهاجموا جيش رافع الذي انسحب، فهاجم الجيش الصنهاجي ديار العرب، فتصايحت نساء العرب عندما رأوا الجنود، و هذا ما أثار غيرة العرب على محارمهم، فردوا بهجوم مضاد و حمي الوطيس و الأمير آنذاك في باب زويلة، و انتهت المعركة و انتصر آل باديس، و تفرق الحلف و تكبد رافع خسائر فادحة، و لم يخسر علي سوى رجلا واحدا.

## معركة المهدية الثانية
بعد انتصار علي، تفكك الحلف العربي تقريبا، و تخلى جنود رافع عنه، و خسر رافع ثلاثة أخماس العرب من جيشه و انضم هؤلاء للجيش الزيري، و انضم المنشقون إلى صف علي الذي جازاهم بالمال، و لم يبقى مع رافع سوى قبيلته بنو دهمان، و هاجم علي ثانية، و اققتل الفريقان في معركة أشد من الأولى، و انتصر آل باديس ثانية و معهم حلفائهم هذه المرة.

## العواقب
بعد المعركة، اقتنع رافع أخيرا أنه لا قدرة له بالمهدية، فانسحب في الليل مع جيشه إلى القيروان، و استولى عليها ما أدى لمعركة القيروان.